# 魯卡偏文昌魚
魯卡側殖文昌魚（学名：Epigonichthys lucayanus），又名文昌魚，为文昌魚科側殖文昌魚屬下的一个种。